# Hradiště (Bžany)
Hradiště (německy Ratsch) je vesnice, část obce Bžany v okrese Teplice. Nachází se asi 1 km na západ od Bžan. V roce 2009 zde bylo evidováno 73 adres. V roce 2011 zde trvale žilo 170 obyvatel.
Hradiště leží v katastrálním území Bžany o výměře 4,54 km².

## Historie
Nejstarší písemná zmínka pochází z roku 1352.

## Obyvatelstvo
|                                                                | 1869 | 1880 | 1890 | 1900 | 1910 | 1921 | 1930 | 1950 | 1961 | 1970 | 1980 | 1991 | 2001 | 2011 |
| -------------------------------------------------------------- | ---- | ---- | ---- | ---- | ---- | ---- | ---- | ---- | ---- | ---- | ---- | ---- | ---- | ---- |
| Obyvatelé                                                      | 189  | 254  | 243  | 271  | 280  | 306  | 400  | 270  | 296  | 252  | 211  | 155  | 158  | 170  |
| Domy                                                           | 27   | 29   | 35   | 35   | 37   | 42   | 60   | 74   | .    | 60   | 57   | 61   | 51   | 70   |
| Počet domů z roku 1961 je zahrnut v domech místní části Bžany. |      |      |      |      |      |      |      |      |      |      |      |      |      |      |

## Doprava
Vesnicí vede lokální železnice Lovosice–Teplice se zastávkou Hradiště v Čechách. Osobní vlaky jezdí v dvouhodinovém intervalu.

## Pamětihodnosti
- Uprostřed vesnice stojí na nevýrazném návrší barokní kostel svatého Vavřince z roku 1691.[7]
- V hospodářském dvoře (u čp. 13) stojí sýpka, která vznikla v roce 1934 přestavbou renesanční hradišťské tvrze zmiňované poprvé v roce 1550.[8]